# Rio Mina
O Rio Mina é um curso de água de São Tomé e Príncipe, localizado no distrito de Lembá, ilha de São Tomé. Este curso de água corre para Oeste até encontrar o Rio Mata, de que é afluente.